# ایستگاه راه‌آهن درسدن
ایستگاه راه‌آهن درسدن (انگلیسی: Dresden Hauptbahnhof) ایستگاه راه‌آهن اصلی شهر درسدن، آلمان است.
این ایستگاه که در سال ۱۸۹۸ تأسیس شده به راه‌آهن سراسری آلمان و اس-بان درسدن متصل است.

## نگارخانه

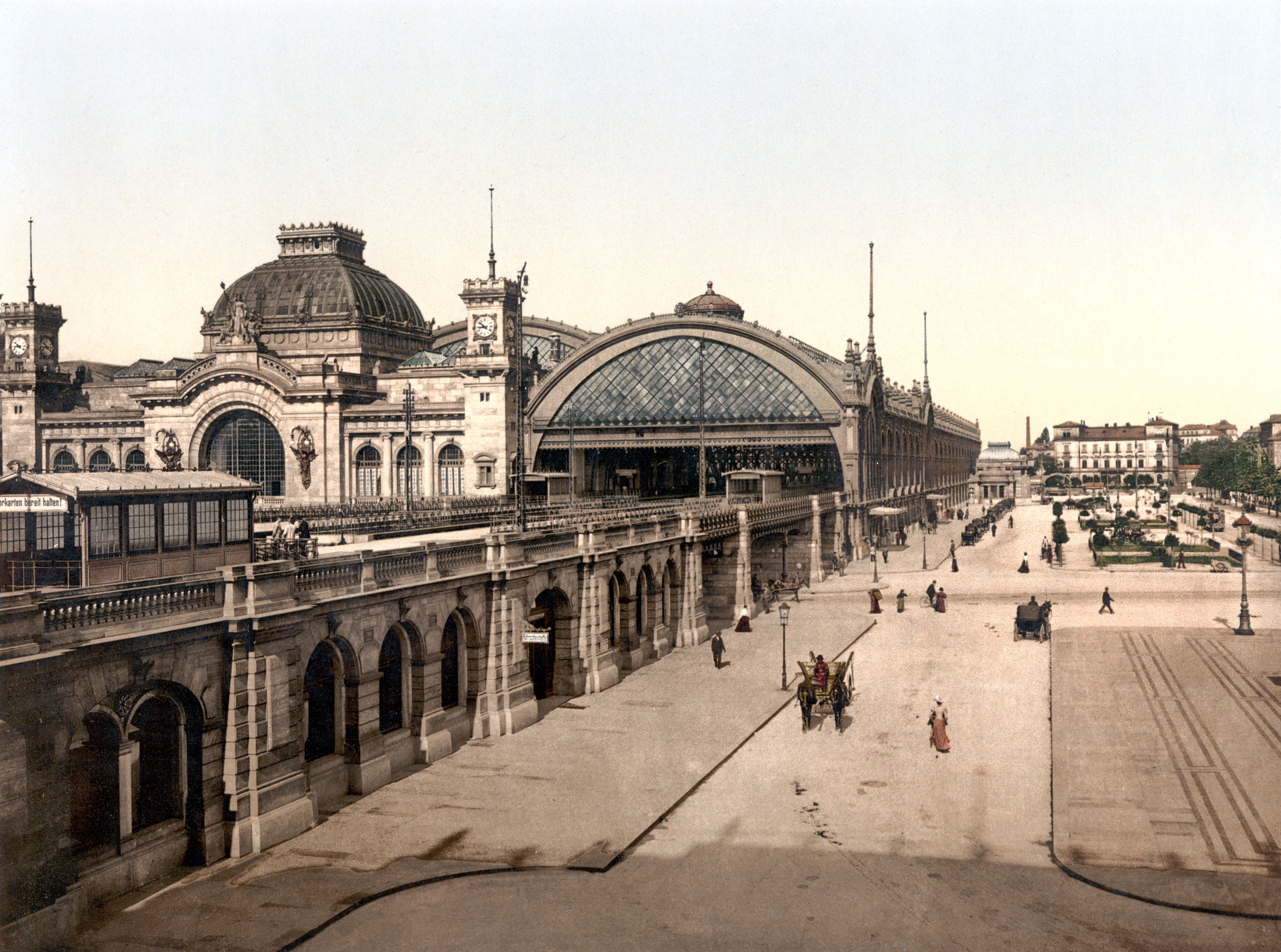
۱۹۰۰
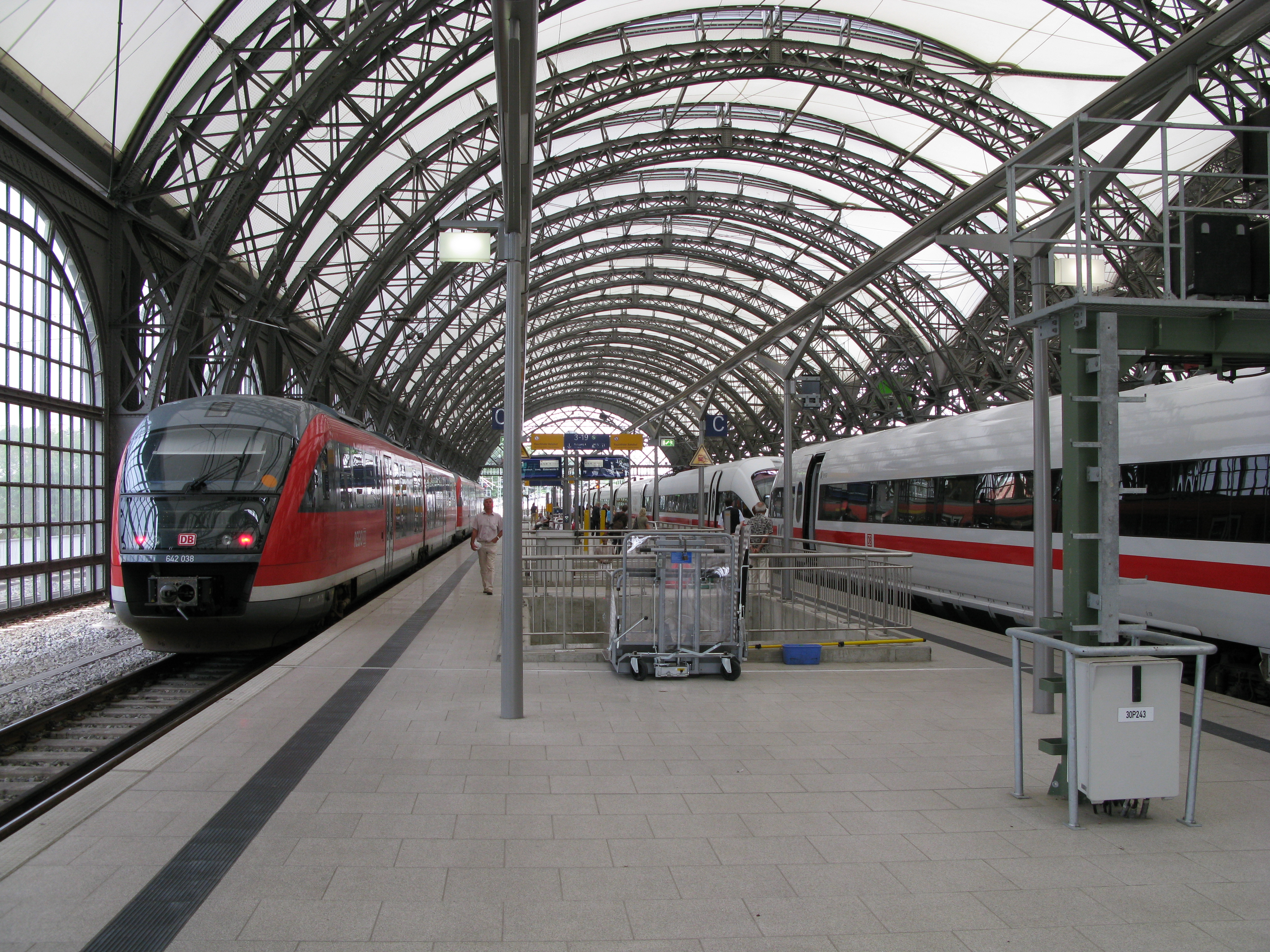
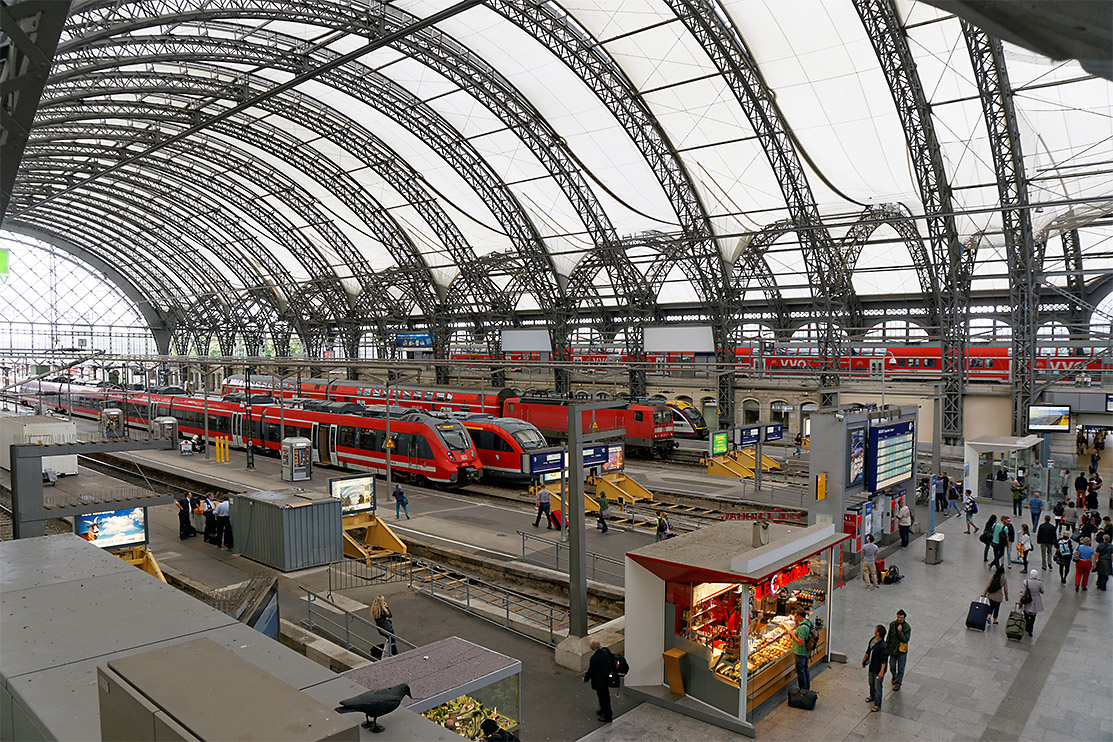
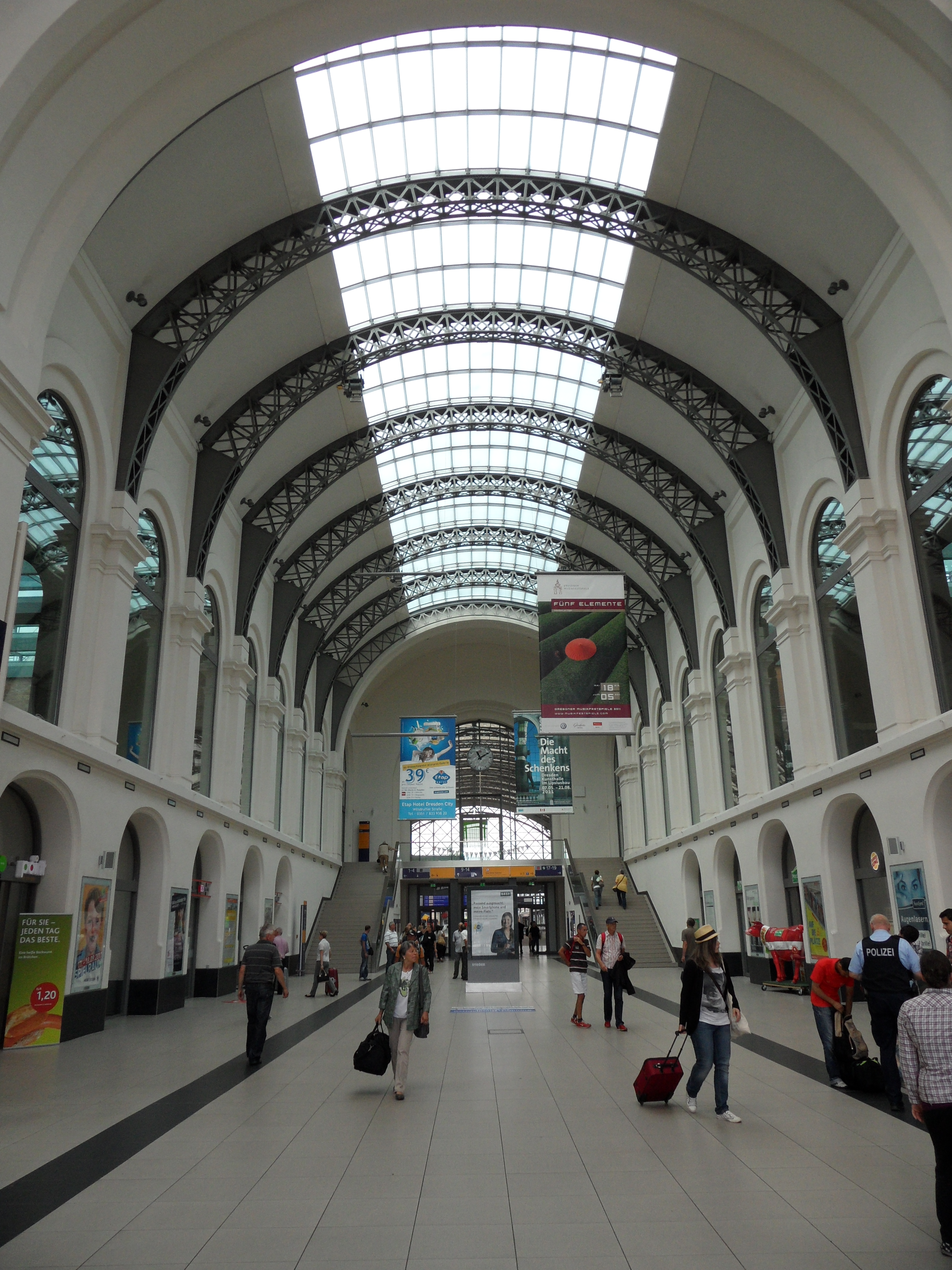